# Saint Marc sauvant un Sarrasin du naufrage
Saint Marc sauvant un Sarrasin du naufrage – en italien San Marco salva un saraceno dal naufragio – est un tableau réalisé par le peintre italien Le Tintoret en 1562-1566. Cette huile sur toile est une peinture chrétienne qui représente un miracle de Marc l'Évangéliste pendant le naufrage d'un voilier durant une tempête. Le saint y figure en train de soulever depuis le Ciel un Sarrasin torse nu hors d'une barque en péril, alors que le navire sombre à l'arrière-plan. L'œuvre est conservée depuis 1920 aux galeries de l'Académie de Venise.